# Тугур (река)
Тугу́р — река в Хабаровском крае, впадает в Тугурский залив Охотского моря.
Началом реки считается слияние рек Ассыни и Конин, длина до устья — 175 км. В нижнем течении Тугур — равнинная, протекающая в болотистой местности река с шириной речной долины до 30 км. В среднем и верхнем течении имеет черты горной реки.
Река богата рыбой (таймень, хариус, ленок, щука), кроме того, в Тугур заходят рыбы на нерест. В долине водятся лоси, изюбры, медведи, волки, выдры, из птиц — беркут, скопа, гуси, крохали и др.
Постоянных населённых пунктов на реке нет, но туристы-рыболовы часто посещают местность. Также популярен сплав по горным притокам Тугура.

## Данные водного реестра
По данным государственного водного реестра России относится к Амурскому бассейновому округу, речной бассейн реки Амур, речной подбассейн реки — Амур от впадения Уссури до устья, водохозяйственный участок — реки бассейна Охотского моря от границы бассейна реки Уда до мыса Лазарева без реки Амур.
Код объекта в государственном водном реестре — 20030900312119000166303.

## Топографические карты
- Лист карты N-53-XXIII Тугур. Масштаб: 1 : 200 000. Состояние местности на ... год. Издание ... г.
- Лист карты N-53-XXIX котр.п.связи Упагда. Масштаб: 1 : 200 000. Состояние местности на 1975 год. Издание 1987 г.
- Лист карты N-53-XXVIII Камакан. Масштаб: 1 : 200 000. Состояние местности на 1975 год. Издание 1987 г.